# Palacio de los Sada
El palacio de los Sada se encuentra localizado en lo alto de la población en el municipio de la provincia de Zaragoza de Sos del Rey Católico.

## Historia
El palacio de los Sada destaca sobre todo por ser el lugar de nacimiento de Fernando el Católico, hijo de Doña Juana Enríquez y Juan II de Aragón. Se piensa que anteriormente al palacio existía en este solar un segundo castillo de Sos por su privilegiada situación. Es citado por Juan Bautista Labaña tras su itinerario por España en el año 1610. Perteneció a la familia Sada hasta mediados del siglo XIX y constituye uno de los mejores y más significativos ejemplos de arquitectura civil de toda la localidad por su sobria arquitectura. Las estancias más antiguas del Palacio datan del siglo XIII, y a partir de ese momento se van sumando y añadiendo otras nuevas, hasta que a finales del siglo XVI encontramos la planta completa, adaptada y aglutinadora de los irregulares cuartos o dependencias preexistentes.

## Descripción
Se trata de un edificio exento, cuya fachada principal destaca por su sobriedad, por su forma rectangular, marcada por el predominio de las líneas horizontales, compensadas por la verticalidad introducida por dos pequeños resaltes que a modo de torrecillas se dispone en los extremos. La fachada corresponde al siglo XVI construida con sillares perfectamente escuadrados. En la planta baja se encuentra la puerta de acceso al palacio que consiste en un arco de medio punto de grandes dovelas, sobre el que hay una pequeña cornisa con el escudo de armas de la familia de los Sada, flanqueado por pilastras y rematado por un frontón partido. A derecha e izquierda de la portada y también en la planta superior las ventanas tienen moldurados tanto los dinteles como los alfeízares. La fachada se remata con almenas lo que da al palacio un aire de fortaleza. La fachada trasera presenta una galería sobre pilares de madera. En el interior, destaca el gran zaguán con dos alturas y techumbre de madera sostenida por una viga sobre ménsulas que apoya en una columna acanalada de plinto cuadrado. Desde el zaguán parten dos escaleras, una de ellas lleva a las habitaciones privadas, entre las que se encuentra la alcoba en la que nació Fernando el Católico. También en el interior se encuentra a modo de capilla, lo que fuera iglesia de San Martín de Tours. En una estancia situada al oeste del zaguán encontramos los restos más antiguos del palacio, como una puerta ojival de sillería y una ventana geminada con arcos ultracirculares.